# Bartłomiej Stein
Bartłomiej Stein, lub Bartholomäus Stein lub Barthel Stein (ur. 1477 w Brzegu, zm. 1520 we Wrocławiu) – śląski geograf i kronikarz, kierownik wrocławskiej szkoły katedralnej na początku XVI wieku.
Studiował w Akademii Krakowskiej.
Jest autorem opisu Wrocławia pt. Descriptio Totius Silesiae et Civitatis Regiae Vratislaviensis (Opis Całego Śląska i Królewskiego Miasta Wrocławia).